# Phorocera cylindrica
Phorocera cylindrica là một loài ruồi trong họ Tachinidae.